# Publik spisning

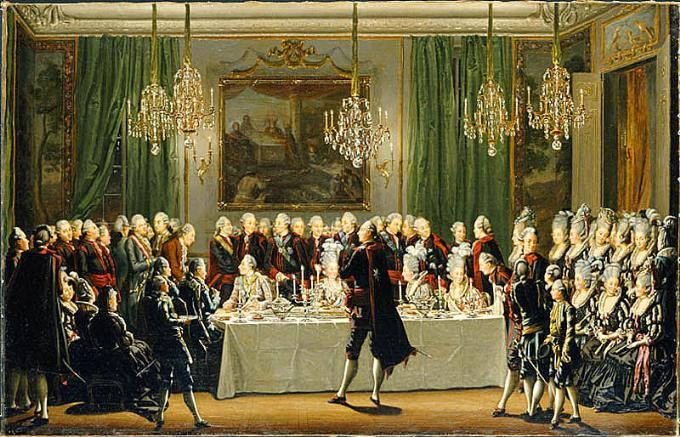
Publik taffel på Stockholms slott Nyårsdagen 1779, av Pehr Hilleström.

Publik spisning eller publik taffel var historiskt en ceremoniell bankett där kungligheter åt med publik. De publika spisningarna vid det kungliga franska hovet i Versailles är särskilt välkända. 

## Sverige
I Sverige skedde publik spisning vid den så kallade hovmottagningen eller couren under 1600-talet. På Stockholms slott skedde publik spisning under Gustav III i hans matsal; nuvarande Konseljsalen. Traditionen iakttogs för sista gången av Karl XIV Johan inför bröllopet mellan kronprins Oscar och Josefina av Leuchtenberg 1823. 
Idag förekommer en form av publik spisning vid TV-sända måltider som Nobelmiddagen, samt vid Svenska Akademiens årliga högtidssammankomst.